# Phalanx (historieta)
Los Phalanx (Falange) son una raza de extraterrestres del cómic X-Men de Marvel Comics. Fueron creados por Scott Lobdell y Joe Madureira, partiendo del concepto de la "Technarchy", creada por Chris Claremont y Bill Sienkiewicz. Hicieron su debut en Uncanny X-Men vol. 1 # 305, en abril de 1994.

## Biografía ficticia

### Origen
Los Phalanx se forman cuando las formas de vida orgánicas están infectadas con el virus Transmodal techno-orgánico de los Technarchy, pero en realidad son una inteligencia artificial que opera a escala galáctica, y tiene control total de una galaxia anfitriona. La Phalanx ha existido durante 100,000 ciclos de vida y tiene el conocimiento colectivo de generaciones anteriores. Su objetivo final es consumir todo el universo para expandir su inteligencia y controlar los medios para hacerlo. Están infectados con un virus tecno-orgánico y crearon la Technarchy para actuar como sus conserjes cósmicos. La Phalanx puede incluso ser una evolución más alta de la Technarchy o ser múltiples Technarchies que desconocen la existencia del otro. Lo que se sabe es que cuando la Falange llega a un planeta poblado, inspeccionan su sociedad. Si la sociedad se juzga indigna, el planeta se siembra con el virus tecno-orgánico que obliga a las víctimas a infectarse entre sí hasta alcanzar una masa crítica. En ese momento, mediante instrucciones cableadas, construyen una "Babel Spire" para contactar y atraer a la Technarchy. Una vez que llega un Technarch, invariablemente destruyen el "nido" de Phalanx, generalmente convirtiendo todo el planeta en materia tecno-orgánica y drenando su energía. Sin embargo, si la sociedad se considera digna, sus formas tangibles y su mundo serán destruidos como forraje para la Falange, pero las mentes, los recuerdos y la inteligencia de la población serán asimilados y vivirán para siempre dentro de la mente colmena de la Falange.

#### Características
A diferencia de la Technarchy, salvajemente individualista, los Phalanx forman una colmena parecida a la de los insectos. Si bien, cada miembro conserva sus recuerdos de antes de la asimilación y un grado de su personalidad, por lo general cada miembro no puede realizar acciones en contra de los deseos de la mente colectiva.
Los Phalanx, como los Technarchy, pueden infectar a otros organismos con el virus Transmodal con cualquier contacto físico (la única excepción conocida son los mutantes de la Tierra, inmunes a este virus). Esto parece ser una limitación de los Phalanx, que los Technarchy no poseen.
Cualquier organismo infectado por el Phalanx es automáticamente instalado en la mente del grupo. Recientemente, sin embargo, a través de la guía de Ultron, han permitido que ciertos individuos con poderes excepcionales, conserven su identidad individual.
Los Phalanx también poseen habilidades de los Technarchs, tales como cambiar de forma y teleportarse, pero, a diferencia de los Technarchs, no pueden crecer en tamaño y masa sin absorber la materia externa.

### Los Phalanx en la Tierra
Los Phalanx se diseminan en la Tierra inicialmente gracias a un grupo de humanos anti-mutantes, que voluntariamente se infectan con el virus Transmodal tomado de las cenizas de Warlock, un Technarch renegado que se había unido a los Nuevos Mutantes. Steven Lang el hombre que había utilizado a los centinelas contra los X-Men muchos años antes, fue reclutado de un hospital mental para convertirse en una "interfaz" para los Phalanx en la Tierra. Fue asistido por Cameron Hodge, un examigo traicionero del x-man Arcángel que había obtenido la inmortalidad gracias al demonio N'astirh, que se hizo infectar a sí mismo y había tratado de matar a Warlock unos años antes.
Inicialmente, el objetivo de estos Phalanx era asimilar simplemente mutantes en su colectivo. Cuando esto resultó imposible, ya que los mutantes poseen una resistencia al virus, organizaron un ataque a la Mansión X, secuestrando a la mayor parte de los X-Men y sustituyéndolos por Phalanx disfrazados, en un intento de utilizar a los X-Men como base para el conocimiento del genoma mutante para resolver el problema. El x-man Banshee, ausente durante el secuestro, descubrió el engaño. Banshee reclutó a Sabretooth, Emma Frost y Júbilo, como X-Men provisionales. Banshee, después descubrió que los Phalanx había accedido a la ubicación de varios jóvenes mutantes para su uso en estudios adicionales.
Mientras Banshee y su grupo se apresuraron a salvar a los jóvenes mutantes, envió mensajes a Wolverine y Cable de la ubicación de los X-Men, y que a su vez reclutaron a Cíclope y Jean Grey para ayudarles en la recuperación de los X-Men. Mientras tanto, el Profesor X junto con Excalibur, X-Factor y Fuerza-X desmantelaron a un tercer grupo desconocido de Phalanx.
El grupo de Banshee logró ubicar a los Phalanx y rescató a la siguiente generación de mutantes, aunque la misión costó la vida de la joven Blink. Estos jóvenes mutantes se convirtieron en el equipo Generación X. 
Mientras tanto, los otros Grupos-X evitaron el contacto de los Phalanx con el Technarchy con la ayuda de "Douglock", la "amalgama" de Warlock (un real Technarchy) y Cypher. Forja, Bala de Cañón y Wolfsbane desmantelaron la Espiral de Babel.
El grupo de Cíclope asaltó la base Phalanx en el Monte Everest, donde los X-Men estaban cautivos. Fueron asistidos en secreto por Lang, quien se dio cuenta de que los Phalanx habían crecido más allá de su capacidad de manipular y amenazaban a la población humana en general. Los nidos Phalanx más pequeños de todo el mundo fueron destruidos como resultado de esta confrontación.
Recientemente, los Phalanx volvieron. Se reveló que antes de que sucediera la invasión Phalanx, Mr. Siniestro logró la captura de uno de los miembros de esta raza tecno-orgánica y experimentó en ella con el fin de clonarse a sí mismo como una mente colectiva. Como Siniestro experimentó en él, el Phalanx perdió la conexión mental con sus hermanos. Cuando finalmente escapó de Siniestro, destruyó el laboratorio. Sin embargo, un trocito de él se mantuvo y se combinó con las lombrices de tierra. Sobre la superficie, trató de establecer vínculos con los Phalanx, pero estaba demasiado débil.
Una vez solo, con el tiempo descubrió que cuando trataba de asimilar los seres humanos a formar una nueva mentalidad colectiva, sus mentes son eliminadas y los humanos esencialmente mueren, simplemente añadiendo su masa física. Desesperado por encontrar el resto de los Phalanx, absorbió cada vez más gente, saltando a ganar la fuerza necesaria.
Sin embargo, su firma energética es detectada por la Agente Abigail Brand de SWORD, que avisa a los X-Men, que están horrorizados de encontrar este miembro Phalanx que había absorbido a todo un pueblo. En cuanto los X-Men se enfrentaron al Phalanx, no pudieron evitar que este construyera una Espiral de Babel, que finalmente fue destruida, junto con el Phalanx mismo.

### Otros Phalanx
Otro grupo de Phalanx después diezmó al Mundo del Trono de los Shi'ar en ausencia de la Guardia Imperial. Estos se consideraban como Phalanx "puros" y no tenían ningún problema acerca de infectar con el virus Transmodal a mutantes y casi transformaron a Rogue. Sin embargo Bestia, con la ayuda de otros X-Men y Trish Tilby, ideó una manera de desincorporar a muchos de ellos. El resto de este grupo más tarde conquistó otro planeta, pero fueron destruidos por Magus después de la construcción de una Espiral de Babel.
En la saga "Annihilation: Conquest", una nueva generación de Phalanx sirve como villanos principales. Trataron de empezar donde Annihilus comenzó. Cuando los Kree iniciaron las pruebas de su nueva red de defensa, los Phalanx lograron corromper el sistema directamente a través del planeta Kree de Hala, que rodea todo el Imperio Kree en una barrera de energía ineludible. También extendieron su Virus Transmodal, convirtiendo todas las formas de vida orgánica en Phalanx. 
Los Kree que no cayeron bajo el control de los invasores, lucharon contra sus opresores, así como Warlock, Quasar (Phyla Vell), Dragón Lunar, Adán y Starlord, quienes descubrieron que los Phalanx estaban bajo el control de Ultron.

## Otras versiones

### Marvel 2099
En este universo, los Phalanx invaden la Tierra, siendo expulsados por la alianza entre Spider-Man 2099 y Dr. Doom 2099.

## En otros medios

### Televisión
- Los Phalanx aparecieron en la serie animada X-Men, expresada por Lally Cadeau. Esta iteración es una amalgama de la versión original del cómic y de la Technarchy; Una forma de vida alienígena voraz que puede asumir el disfraz de cualquier cosa o de cualquier persona, y capaz de asimilar a los seres humanos. Warlock se escapa del mundo natal de Phalanx, pero se estrelló contra la Tierra, lo que llevó al compañero de la vida de Warlock a ser cautivo para propagar la infección de Falange. Durante el episodio de dos partes "El Pacto Phalanx", el Phalanx comenzó su invasión de la asimilación en la Tierra con Cameron Hodge como enlace. La Phalanx personificó a Sabretooth (voz de Don Francks) y asimiló a Robert Kelly para que los X-Men fueran capturados, sin embargo, Bestia y Warlock lograron evitar esto. Phalanx se movía por toda la Tierra y trataba de asimilar mutantes, incluyendo a los X-Men. En última instancia, Bestia y Warlock encuentran una manera de parar el horror extranjero de asimilar cada forma de vida única en la tierra con el apoyo adicional de otros (Forge, Mister Sinister y Magneto). El grupo se infiltra en el nexo de Phalanx para entregar una vacuna a través de Warlock que elimina la infestación de Phalanx y restauró todos los organismos vivos, incluyendo Life-Mate de Warlock, de vuelta a la normalidad.
- Aparece también en la serie animada Ultimate Spider-Man, primera temporada. Esta versión, al igual que la versión de Conquista Aniquilación de Phalanx,, puede infectar las formas de vida orgánica para absorber la materia orgánica y su forma es un insectoide metálico enano. En el episodio 19, "Un Hogar para Hulk", el Phalanx secuestró a Hulk. Cuando su vaina de espacio con Hulk y Phalanx de droides por accidente, Spider-Man aprende lo suficiente de Nick Fury sobre el organismo. El droide Phalanx es eliminado por Spider-Man pero algún extraño dispositivo de barbilla está en Hulk a pesar de que el droide fue aplastado por Hulk. El dispositivo Phalanx hizo a Hulk enfermo, causando Spider-Man para ayudarlo sin dejar que SHIELD lo sepa y mantenerlo en el hogar de Parker sin que su Tía May lo averigüe. Resulta que el dispositivo Phalanx en Hulk envía una señal, alertando a sus drones. Hulk (habiéndose recuperado) y Spider-Man sacaron a los drones de Phalanx de los suburbios sin tocar el organismo alienígena. Siguiendo a un drone Phalanx a un almacén, Spider-Man y Hulk se enteran de que la fuente Phalanx utiliza el ADN de Hulk para producir drones Phalanx (efectos vocales proporcionados por Fred Tatasciore[10]). Debido a la reacción de Phalanx con material orgánico, Spider-Man y Hulk atacan a los drones Phalanx más fuertes con material no orgánico. Hulk ataca entonces dirigiéndose hacia su dispositivo de origen, derrotando a Phalanx justo cuando llegan los agentes de SHIELD.
- Un concepto Phalanx-esque aparece en la serie animada Avengers Assemble, expresada por Jim Meskimen.[11] Similar a la versión de Conquista de Aniquilación de Phalanx, esta versión es un nano-virus que convierte humanos en réplicas de Ultron. En la segunda temporada, el episodio "Los Vengadores Desunidos", una serie de señuelos de modelos de vida que son un equipo de lanzamiento de S.H.I.E.L.D. se corrompieron en los drones de Phalanx esque por Ultron (a través del Super-Adaptoide) en Roxxon para combatir a los Vengadores que destruyen a los LMD corruptos. En el episodio "La Epidemia de Ultron", Ultron planea un nano virus de Phalanx esque para asimilar a los humanos. Con Falcon como primer porteador, el portador de la falange de Phalanx lucha contra los Vengadores, alejándose del grupo dividido y asimilando a más humanos como Ultron Sentries. Como los Vengadores divididos contienen los Ultron Sentries de Phalanx, Ant-Man y Falcon finalmente usan una fórmula para forzar a las copias a regresar a Ultron.

### Videojuegos
- Los Phalanx aparecieron como jefes de un nivel en el juego X-Men 2: Clone Wars.
- Los Phalanx se menciona en Marvel: Ultimate Alliance 2. Deadpool mencionó al grupo alienígena en una discusión con Nick Fury en Wakanda como un posible cambio de nombre para The Fold solo para recordar que el nombre ya estaba tomado.